# Николаевская церковь (Нежин)
Николаевская церковь — православный храм и памятник архитектуры национального значения в Нежине.

## История
Постановлением Кабинета Министров УССР от 06.09.1979 № 442 «Про дополнение списка памятников градостроения и архитектуры Украинской ССР, которые находятся под охраной государства» («Про доповнення списку пам'яток містобудування і архітектури Української РСР, що перебувають під охороною держави») присвоен статус памятник архитектуры национального значения с охранным № 1767 под названием Николаевская церковь.
Установлена информационная доска.

## Описание
Церковь построена в 1873 году (по другим данным 1862 году) по проекту инженера Л. Садовского как «тёплая» церковь рядом с Покровской. Непосредственно западнее расположена «холодная» Покровская церковь.
Каменный, общего типа, прямоугольный в плане храм, безстолпный, безапсидный, с четырёхскатной крышей. С запада примыкает притвор. Фасад украшен декором, боковые фасады завершаются фронтонами. Крышу храма венчает восьмерик с куполом. Изначально имел декоративную главу. Является характерным примером культового сооружения период историзма.